# Trichomycterus laucaensis
Trichomycterus laucaensis là một loài cá thuộc họ Trichomycteridae. Nó là loài đặc hữu của Chile.